# Ty Templeton

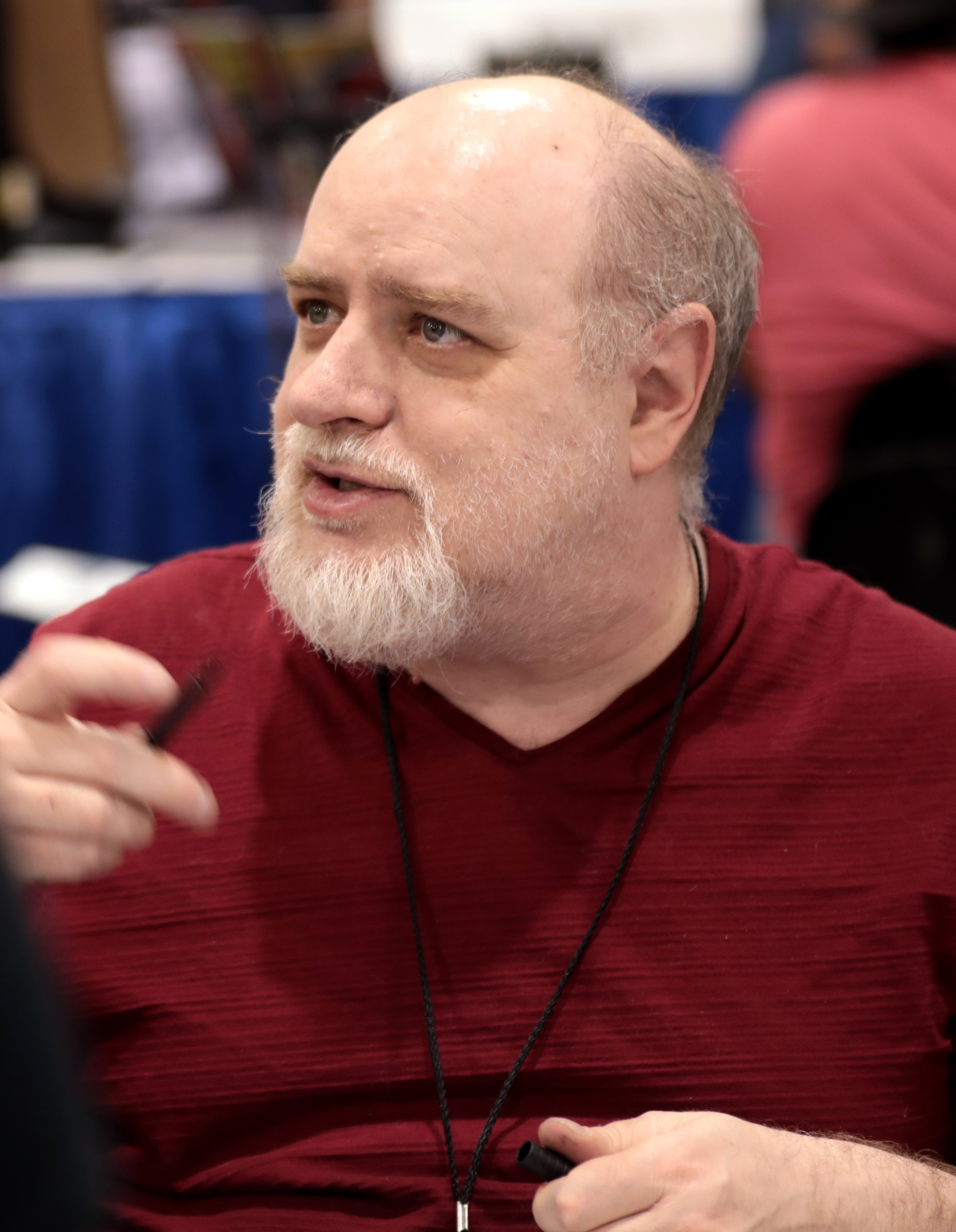
Ty Templeton (2019)

Ty Templeton (* 9. Mai 1962) ist ein kanadischer Comicautor und -zeichner.

## Leben und Wirken
Templeton, der Sohn des kanadischen Entertainers Charles Templeton und Bruder des Internetpioniers Brad Templeton, begann in den frühen 1990er-Jahren, sich als hauptberuflicher Comicautor zu betätigen. Erste Aufmerksamkeit wurde ihm für die bei Vortex Comics erschienene Serie Stig’s Inferno, einer Parodie von Dante Alighieris Göttlicher Komödie zuteil. Seither hat er vor allem für die beiden führenden US-amerikanischen Comicverlage DC Comics und Marvel Comics sowie für Bongo Comics gearbeitet.
Während er für Bongo Comics zahlreiche Geschichten der auch und gerade in Deutschland populären Comicadaption der Zeichentrickserie The Simpsons verfasste und illustrierte, gestaltete er für DC diverse Hefte der auf der Zeichentrickserie Batman: The Animated Series von Paul Dini basierenden Comicserie The Batman Adventures. Darüber hinaus arbeitete er für DC an einem Special über den satirischen Superhelden Plastic Man (1998) und schuf einen grafischen Roman, Big Time, der bei DCs Adult-Reader-Label Vertigo erschien.
In jüngerer Zeit textete Templeton die bei dem von ihm selbst gegründeten und geleiteten Verlag Mr. Comics erschienene Serie Planet of the Apes.